# Michael James McCulley
Michael James McCulley (San Diego, Kalifornia, 1943. augusztus 4.–) amerikai űrhajós.

## Életpálya
A középiskola elvégzését követően besorozták az amerikai haditengerészet állományában, tengeralattjárókon szolgált. Pilóta jogosítványt szerezve A–4 Skyhawk és A–6 Intruder repülőgépeken teljesített szolgálatot. Angliában kapott tesztpilóta kiképzést. Tesztpilótaként több bázison vették igénybe szakmai felkészültségét. 1971-ben a Purdue Egyetemen kohászati ismeretekből szerzett oklevelet. Visszatérve a haditengerészethez az USS Saratoga (CV-60) és az USS Nimitz (CVN–68) fedélzetén szolgált. Több mint 5000 órát töltött a levegőben (repülő/űrrepülő), több mint 50 repülőgép típuson (változaton) repülhetett. Közel 400 leszállást hajtott végre a repülőgép-hordozók felületére.
1984. május 23-tól a Lyndon B. Johnson Űrközpontban részesült űrhajóskiképzésben. Kiképzett űrhajósként az Űrhajózási Iroda megbízásából több szakfeladatot is ellátott. Egy űrszolgálata alatt összesen 4 napot, 23 órát, 39 percet és 21 másodpercet (120 óra) töltött a világűrben. Űrhajós pályafutását 1990 októberében fejezte be. A Purdue University College of Engineering tanácsadó bizottságának tagja. A Lockheed Martin Space Operations vállalt elnökhelyettese. 2003-tól a Flight Operations Program (United tér Alliance) menedzsere, 2007-től elnök-vezérigazgatója.

## Űrrepülések
STS–34, a Columbia űrrepülőgép 2. repülésének parancsnoka. Egy űrszolgálata alatt összesen 4 napot, 23 órát, 39 percet és 21 másodpercet töltött a világűrben. 3 200 000 kilométert (1 800 000 mérföldet) repült, 79 alkalommal kerülte meg a Földet.